# Fan Chung

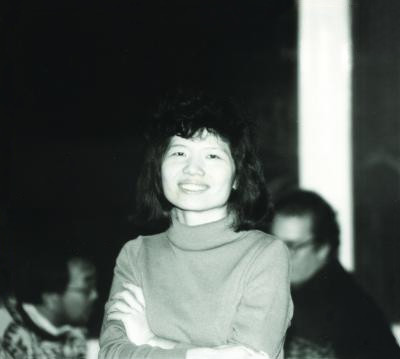
Fan Chung in 1987

Fan-Rong King Chung Graham (Fan Chung, Kaohsiung, 9 oktober 1949) is een Taiwanees wiskundige gespecialiseerd in onder meer de grafentheorie en werkzaam als hoogleraar wiskunde en computerwetenschappen aan de Universiteit van Californië.
Ze was tot zijn overlijden getrouwd met de wiskundige Ron Graham. Het paar was goed bevriend met Paul Erdős.
Chung schreef drie boeken:
- Erdős on Graphs: His Legacy of Unsolved Problems (met Ron Graham), A K Peters, Ltd., 1998, ISBN 1-56881-079-2.
- Spectral Graph Theory (CBMS Regional Conference Series in Mathematics, No. 92), American Mathematical Society, 1997, ISBN 0-8218-0315-8.
- Complex Graphs and Networks (CBMS Regional Conference Series in Mathematics, No. 107) (met Linyuan Lu), American Mathematical Society, 2006, ISBN 0-8218-3657-9.